# Marijan Varešanin von Vareš

Marian Freiherr Varešanin von Vareš ca. 1907

Marijan Freiherr Varešanin von Vareš (* 1. Februar 1847 in Gunja, Kaisertum Österreich; † 22. April 1917 in Wien, Österreich-Ungarn) war ein kroatischer Adliger und General der k.u.k. Armee. Von 1909 bis 1911 war er Statthalter Österreich-Ungarns in Bosnien und Herzegowina.

## Leben und Nachwirkung
Marian Varešanin wurde als Sohn eines Offiziers des slawonischen Grenzinfanterie-Regiments Nr. 7 geboren. Nach erfolgreichem Abschluss der Kadettenschule in Fiume und der Militärakademie in Wiener Neustadt trat er als Leutnant des Infanterieregiments Nr. 78 am 19. August 1866 zum Dienst an. Zwischen 1869 und 1871 besuchte er die Kriegsschule in Wien, die er mit ausgezeichnetem Erfolg abschloss.
Am 7. März 1909 erhielt er das Kommando über das 15. Corps in Sarajevo. Damit verbunden war eine generelle Befehlsgewalt über Sarajevo und Bosnien und Herzegowina. Außerdem erhielt er am 29. Juli desselben Jahres die Aufgabe eines General-Truppen-Inspektors, die ihn rasch zeitlich überlastete, weswegen er im Oktober 1909 das 15. Corps de facto an General Moritz Ritter von Auffenberg abtrat. Ungeachtet dessen blieb er Teil der Lokalverwaltung Bosnien und Herzegowinas, weswegen er zur Zielscheibe eines Attentats der für einen Anschluss Bosniens an Serbien agierenden Geheimorganisation Schwarze Hand wurde. Der serbische Student und Attentäter Bogdan Žerajić feuerte am 15. Juni 1910 in Sarajevo fünf Schüsse aus einem Revolver auf Varešanin ab, der jedoch überlebte. Mit der sechsten und letzten Kugel erschoss sich der Täter selbst.
Obwohl das Attentat auf ihn misslang, begann Varešanin, nun 63-jährig, über seinen Ruhestand nachzudenken und suchte daher um Entlassung aus dem aktiven Dienst an, was ihm am 10. Mai 1911 genehmigt wurde. Sein Nachfolger als Statthalter wurde General Oskar Potiorek. Am 10. Juli 1911 wurde er offiziell nach 45 Jahren Dienst pensioniert.

## Nachwirkungen
Žerajićs Attentat auf General Varešanin war ein großer Ansporn für Gavrilo Princip. Er besuchte Žerajićs Grab, schwor, ihn zu rächen und seine Tat mit einer ähnlichen Handlung zu „würdigen“ und führte diesen Plan am 28. Juni 1914 aus, als er den österreichisch-ungarischen Thronfolger Erzherzog Franz Ferdinand und seine Frau Sophie beim Attentat von Sarajevo erschoss.